# Dean Whitehead
Dean Whitehead, född 21 januari 1982 i Abingdon, Oxfordshire, är en engelsk före detta professionell fotbollsspelare. Han spelade främst som mittfältare, men kunde även spela som högerback. Whitehead spelade under sin karriär för Oxford United, Sunderland, Stoke City, Middlesbrough och Huddersfield Town.

## Karriär
Whitehead gjorde sin debut för Stoke City den 15 augusti 2009 i den första matchen för säsongen, en 2–0-vinst mot Burnley.
I juni 2015 värvades Whitehead av Huddersfield Town, där han skrev på ett tvåårskontrakt. I juli 2017 förlängde han sitt kontrakt med klubben fram över säsongen 2017/2018.